# 阿里·加利普·帕斯纳
阿里·加利普·帕斯纳（土耳其語：Ali Galip Pasiner；1868年？月？日—1939年？月？日），是奥斯曼帝国的军人，是帝国蘇丹阿卜杜勒-哈米德二世时期的安全局局长，他曾专程赴欧洲国家考察警察事务，形成土耳其最初的警察组织。1915年侯赛因·本·阿里起义，曾遭到英国军队的俘虏。